# Verband Christlicher Pfadfinder*innen
Der Verband Christlicher Pfadfinder*innen e. V. (VCP) mit Sitz in Kassel ist der größte evangelische Pfadfinderverband Deutschlands. Er ist Teil der evangelischen Jugend und der internationalen Pfadfinderbewegung. 
Der VCP ist über den Ring deutscher Pfadfinder*innenverbände Mitglied der World Organization of the Scout Movement (WOSM) und der World Association of Girl Guides and Girl Scouts (WAGGGS). Als Teil der evangelischen Jugend ist der VCP Mitglied der Arbeitsgemeinschaft der Evangelischen Jugend in Deutschland (aej).

## Selbstverständnis
Seine Ziele beschreibt der VCP in Aufgabe und Ziel, dem ersten Abschnitt der Satzung des VCP. Danach dienen die Aktivitäten der Gruppen dazu, bei den Mitgliedern „Liebesfähigkeit und Selbständigkeit, Phantasie, Verantwortung und Urteilsfähigkeit zu entwickeln“. Durch die Mitgliedschaft in koedukativen Gruppen sollen die Mitglieder befähigt werden, „gesellschaftlich geprägte (…) Rollen zu erkennen und zu verändern“. Internationale Kontakte sollen zur Friedenserziehung beitragen. 
Das „Evangelium von Jesus Christus“ soll als „Orientierungshilfe für die (den) einzelne(n) und die Arbeit im Verband“ dienen und die „Hinwendung zum Nächsten und die Überwindung von ungerechtfertigten Abhängigkeiten, Schuldgefühlen, Gruppenzwang und Angst“ ermöglichen. Der Verband betont, dass „seine Arbeit notwendig […] politische […] Bedeutung“ hat; als politisches Ziel formuliert er die „Veränderung der Lebensbedingungen aller mit dem Ziel sozialer Gerechtigkeit“.

## Geschichte
Der Verband Christlicher Pfadfinder*innen entstand 1973 durch einen Zusammenschluss der drei evangelischen Pfadfinderinnen- und Pfadfinderverbände 
- Bund Christlicher Pfadfinderinnen (BCP)
- Evangelischer Mädchen-Pfadfinderbund (EMP)
- Christliche Pfadfinderschaft Deutschlands (CPD)

Drei Jahre später spaltete sich ein konservativer Teil vom Verband ab und gründete sich unter dem alten Namen Christliche Pfadfinderschaft Deutschlands neu.
Bundesvorsitzende des VCP
- 1973–1976 Eva-Maria Seifert, Werner Gabriel
- 1976–1978 Christa Eisenhut, Jürgen Flohr, Gebhart Groth, Hans Ulrich Nübel
- 1978–1981 Eleonore Eichenberg, Hans-Jürgen Geischer
- 1981–1982 kommissarische Bundesleitung mit fünf Mitgliedern
- 1982–1985 Brigitte Kühntopf, Ulrich Bauer
- 1985–1988 Eva-Maria Pietzcker, Ulrich Bauer
- 1988–1991 Eva-Maria Pietzcker, Hans-Peter von Kirchbach
- 1991–1992 geschäftsführende Bundesleitung mit zwölf Mitgliedern
- 1992–1994 Manfred Witt
- 1994–2000 Manfred Witt, Hilde Rust
- 2000–2012 Hans-Jürgen Poppek
- 2012–2014 Jule Lumma, Oliver Pfundheller, Thomas Kramer
- 2014–2015 Jule Lumma, Thomas Kramer
- 2015–2018 Jule Lumma, Thomas Kramer, Gero Beisel
- 2018 Gero Beisel
- 2018–2022 Natascha Sonnenberg, Oliver Mahn, Neals Nowitzki
- seit 2022 Leah Albrecht, Peter „flip“ Keil, Eric Stahlmann, Daniel Werner

## Organisation und Struktur

### Mitgliederentwicklung
Nach eigenen Angaben hatte der VCP 2014 etwa 47.000 Mitglieder in über 600 Stämmen in ganz Deutschland, darunter etwa 5.000 jugendliche und erwachsene ehrenamtliche Mitarbeiter. Historische Zahlen zur Mitgliederentwicklung liegen nur punktuell vor. 1979 gab der VCP eine Mitgliedszahl von 54.000 in 920 Gruppen an; extern wurde die Zahl der zahlenden Mitglieder zu diesem Zeitpunkt auf 22.000 geschätzt. Seit 2024 gibt der VCP eine Mitgliederzahl von 20.000 bis 22.000 an.

### Verbandsgliederung
Der Verband gliedert sich laut seiner Satzung in vier Ebenen:
- Bund
- Länder
- Regionen (Bezirke/Gaue) (nicht in allen VCP-Ländern)
- Ortsgruppen/Stämme

Die VCP-Länder orientieren sich in der Regel an den Grenzen der deutschen Bundesländer, mit regionalen Abweichungen, die meist der landeskirchlichen Zugehörigkeit geschuldet sind. Ortsgruppen/Stämme gliedern sich in Kleingruppen entsprechend der Altersstufen.
Der VCP sieht es als sein Anliegen, seinen Mitgliedern demokratische Arbeitsweisen zu vermitteln. Höchstes beschlussfassendes Organ auf jeder Ebene ist die entsprechende Mitglieder- oder Delegiertenversammlung. Die Demokratie im VCP ist indirekt: Die Delegierten für Versammlungen auf der jeweils übergeordneten Ebene werden von der Versammlung der untergeordneten Ebene gewählt.

### Altersstufen
Die Jugendgruppen des VCP arbeiten in drei altersgerechten Stufen, für die gesamtverbandlich Entwicklungsziele formuliert wurden. Kennzeichen der jeweiligen Stufe ist ein farbiger Streifen am Rand des blauen Halstuchs:
- Kinderstufe (7 bis 10 Jahre, orangeroter Streifen)
- Pfadfinderinnen- und Pfadfinderstufe
  - Jungpfadfinderinnen und Jungpfadfinder (10 bis 13 Jahre, lindgrüner Streifen)
  - Pfadfinderinnen und Pfadfinder (13 bis 16 Jahre, dunkelgrüner Streifen)
- Ranger- und Roverstufe (16 bis 20 Jahre, bordeauxroter Streifen)

Erwachsene übernehmen im VCP häufig Aufgaben in der Gremienarbeit oder unterstützen im Hintergrund. Ihr Halstuch hat einen lila Streifen.

### Pfadfindertracht des VCP
Die Pfadfindertracht besteht aus dem grauen Fahrtenhemd oder Bluse mit dem Verbandsabzeichen auf der linken Brusttasche und den Deutschlandband mittig über der Patte der linken Brusttasche sowie den Abzeichen der beiden Weltverbände WAGGGS und WOSM auf dem linken Ärmel; Zusätzlich können auf dem rechten Arm Abzeichen zur regionalen Zugehörigkeit und auf der rechten Brusttasche Aktionsabzeichen getragen werden. Dazu wird das blaue Pfadfinderhalstuch getragen. Auf dem Halstuch kennzeichnet ein farbiger Streifen die Altersstufe innerhalb des Verbandes.

## Einrichtungen

### Bundeszentren und Ausrüster

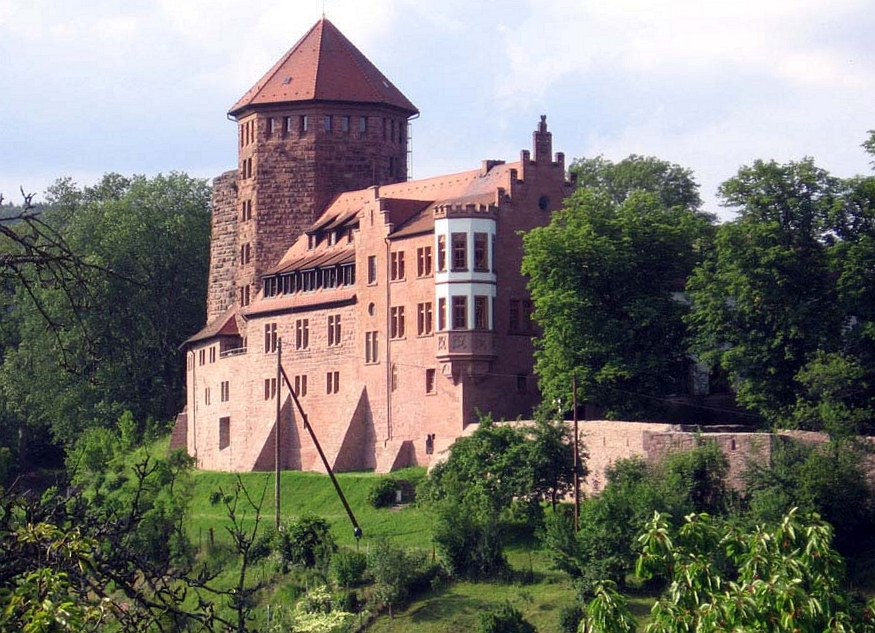
Das VCP-Bundeszentrum Pfadfinderburg Rieneck bei Würzburg

Die Bundeszentren des VCP sind der VCP-Bundeszeltplatz Großzerlang bei Rheinsberg in Brandenburg an der Mecklenburgischen Seenplatte und das VCP-Bundeszentrum Pfadfinderburg Rieneck an der Grenze zwischen Bayern und Hessen.
Die Geschäftsstelle des VCP, genannt Bundeszentrale (BuZe), hat ihren Sitz in Kassel. Ihre Aufgabe ist die administrative Leitung des Verbandes, darüber hinaus wird die ehrenamtliche Verbandsarbeit von dort durch hauptberufliche Mitarbeiter unterstützt. In der Bundeszentrale und ähnlichen Geschäftsstellen auf Landes- und teilweise auf Bezirksebene sind etwa 40 Personen beschäftigt.
Die Freizeit- und Fahrtenbedarf GmbH (F&F), der 1972 gegründete verbandseigene Ausrüster des VCP, hat ihren Sitz seit 2025 in der Bundeszentrale des VCP in Kassel.

### Publikationen
Die Zeitschrift des VCP für alle Mitglieder des Verbandes trägt den Titel anp (früher Auf neuem Pfad; ISSN 1615-2441). Sie wurde von der Christlichen Pfadfinderschaft Deutschlands erstmal 1921 herausgegeben und erscheint seitdem mit Unterbrechung von 1937 bis 1950 regelmäßig. Von 2004 bis 2012 erschien die Zeitschrift fünfmal jährlich, 2013 wurde die Erscheinung auf vier Ausgaben reduziert. Ergänzend gibt es Zeitschriften der VCP-Länder.

### VCP-Bundesarchiv
Im hauptamtlich betreuten Bundesarchiv des VCP werden Materialien, Unterlagen und Dokumente zum VCP und seinen Vorgängerbünden BCP, CPD und EMP gesammelt und gesichert, um eine umfassende Darstellung christlichen Pfadfindens in Deutschland möglich zu machen.

### Evangelische Stiftung Pfadfinden
Zur finanziellen Unterstützung seiner Arbeit gründete der VCP 2003 die Evangelische Stiftung Pfadfinden. Sie förderte zunächst gezielt den Aufbau von VCP-Gruppen in den östlichen Bundesländern; spätere Fördermaßnahmen umfassten unter anderem die Beschaffung von Material für neu gegründete Ortsgruppen und die Herausgabe der Landeszeitschriften einzelner VCP-Länder.

## Verbandliche Realität
Als der zweitgrößte deutsche Pfadfinderverband ist der VCP ein heterogener Pfadfinderbund. Durch die mehrstufige innerverbandliche Demokratie fehlt häufig der direkte Bezug zwischen Bundesebene und einzelnen Ortsgruppen.
Im VCP existieren lokal sehr unterschiedliche Traditionen. Das Spektrum reicht von Ortsgruppen mit scoutistischen oder jugendbewegten und bündischen Traditionen mit festen Gruppen bis hin zu solchen mit offener Jugendarbeit. In diesem Spektrum liegt eine Besonderheit des VCP und eine eindeutige Zuordnung innerhalb der Bandbreite der deutschen Pfadfinderbewegung ist deshalb nicht möglich.
Versuche der Bundesleitung, die unterschiedlichen Arbeitsformen stärker auf eine einheitliche Linie zu bringen, haben seit der Verbandsgründung bis etwa 2000 immer wieder zu Spannungen geführt, die aber seitdem durch gegenseitige Toleranz abgelöst wurden. Die unterschiedlichen Strömungen orientieren sich seitdem stärker an den Gemeinsamkeiten der Pfadfinderarbeit.
Beispielhaft dafür kann die Stufenkonzeption genannt werden, die zuvor von den Gruppen sehr unterschiedlich gehandhabt wurde. 2008 wurde von einem gemeinsamen Gremium eine einheitliche Stufenkonzeption für den gesamten Verband erarbeitet. Die koedukative Arbeit in den Sippen findet nach der neuen Stufenkonzeption in den drei Altersstufen statt; zusätzlich hat der VCP eine Erwachsenenarbeit, zu welcher auch die Kreuzpfadfinder gehören.
2014 hat die VCP-Bundesleitung unter dem Titel Pfadfindung einen Prozess zur Organisationsentwicklung gestartet. Ziel ist es, die Arbeit des Verbandes langfristig nach strategischen Zielen auszurichten und damit eine Kontinuität der Arbeit auch über die Amtszeit eines Bundesvorstandes hinaus zu gewährleisten.